# Christian Kamill

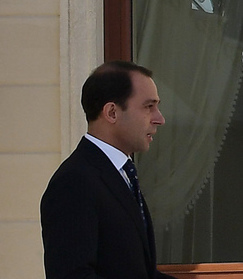
Christian Kamill, 2020

Christian Eric Nikolaj Kamill, född den 3 december 1975, är en svensk diplomat.
Han var Sveriges ambassadör i Astana, Kazakstan, 2014–2017. Kamill har tidigare tjänstgjort på generalkonsulatet i Sankt Petersburg, OSSE-delegationen i Wien,  ambassaden i Kiev och som protokollchef för Stockholms stad. Han har också varit  ambassadör i Kirgizistan och såsom  chargé d’affaires förestått ambassaden i Baku. Under 2020-2022 var han Sveriges ambassadör i Baku, Azerbajdzjan varpå han efterträddes av Tobias Lorentzson. 2022-2025 tjänar Kamill som andreman vid Sveriges ambassad i New Delhi, Indien.  